# Stenodynerus coniodes
Stenodynerus coniodes är en stekelart som beskrevs av Richard Mitchell Bohart 1966. Stenodynerus coniodes ingår i släktet smalgetingar, och familjen Eumenidae. Inga underarter finns listade i Catalogue of Life.